# Nicolau II Sanudo
Nicolau II Sanudo (? - 1374) fou duc consort i regent del ducat de Naxos, fill de Guillem Sanudo, que era fill de Marc Sanudo el qual era el segon fill del fundador del ducat Marc I Sanudo. Aquesta branca familiar eren senyors de Griffa.
Representant del sector provenecià de la noblesa, el 1360 va ser casat a Creta amb la duquessa Fiorenza Sanudo, vídua, que havia estat segrestada per agents venecians i portada a Càndia. Va governar durant uns 11 anys. Del seu primer matrimoni amb Maria va tenir un fill, Àngel Sanudo (senyor de la meitat de Quios, mort després del 1439) i una filla (Felipa, casada amb Nicolau Gozzadini, senyor de Termià). Del matrimoni amb Fiorenza va tenir dues filles, Maria i Elisabet. Maria fou senyora d'Andros el 1372, illa d'on fou expulsada per Francesc I Crispo (duc de Naxos el 1383) sent donada a Pietro Zeno, batlle d'Eubea, rebent Maria a canvi l'illa de Paros a condició de casar amb Gaspar de Sommaripa i la família va gaudir després d'un terç d'Eubea concedida per Venècia fins a l'ocupació turca el juny del 1470.
A la mort de Fiorenza el 1371, Nicolau II va assolir la regència en nom del seu fillastre, del primer matrimoni de la seva dona, Nicolau III dalle Carceri. Va morir el 1374.